# Црква свете великомученице Марине у Парагову
Црква свете великомученице Марине у Парагову, насељу Сремске Каменице, припада Епархији сремској Српске православне цркве.
Темељи цркве освештани су 2004. године.